# Graphyllium
Graphyllium — рід грибів родини Hysteriaceae. Назва вперше опублікована 1901 року.
В Україні зустрічається серед петрофітно-степових угруповань Graphyllium pentamerum.